# Gesetzgebungsverfahren (Österreich)
Gesetzgebungsverfahren finden in der Republik Österreich auf Bundes- und auf Landesebene statt und beziehen mehrere Verfassungsorgane ein. Sie werden durch einen Gesetzesantrag (auch Gesetzentwurf, Gesetzesinitiative) eingeleitet, der meist von der Bundes- beziehungsweise von der Landesregierung als so genannte Regierungsvorlage eingebracht wird.
Auf Österreich haben auch Gesetzgebungsverfahren zu Richtlinien (EU-Rahmengesetzen) und Verordnungen (unmittelbar verbindlichen EU-Gesetzen) Auswirkungen, die in der Europäischen Union von den zuständigen Organen betrieben werden. In diesen ist Österreich durch einen Kommissar in der Europäischen Kommission, quasi der EU-Regierung, durch gewählte Mitglieder des Europäischen Parlaments und durch ein Regierungsmitglied im EU-Ministerrat vertreten.

## Bundesgesetzgebung

### Initiativrecht
Es gibt gemäß Art. 41 Bundes-Verfassungsgesetz vier Arten, wie der Gesetzgebungsweg im Nationalrat eingeleitet werden kann:
- durch die Bundesregierung mit Regierungsvorlage
- durch Mitglieder des Nationalrates
  - Initiativantrag von mindestens fünf Mitgliedern des Nationalrates (§ 26 Abs. 4 GOG-NR) oder
  - Antrag durch einen Ausschuss (§ 27 GOG-NR)
- durch den Bundesrat
  - Beschluss des Bundesrates oder
  - Antrag mindestens eines Drittels seiner Mitglieder
- durch ein Volksbegehren
  - unterzeichnet von mindestens 100.000 Stimmberechtigten oder
  - von je einem Sechstel der Stimmberechtigten dreier Länder

#### Vorparlamentarisches Verfahren bei Regierungsvorlagen (Begutachtungsverfahren)
Bevor ein Bundesminister einen Gesetzentwurf in der Bundesregierung einbringt, damit er als Regierungsvorlage an den Nationalrat beschlossen wird, holt er im Zuge des so genannten Begutachtungsverfahrens Stellungnahmen aller anderen Bundesminister, aller Landesregierungen sowie der gesetzlichen und anderer Interessenvertretungen (z. B. Städtebund, Gemeindebund) ein und veröffentlicht den Entwurf auf der Website des Parlaments. So wird den so genannten Sozialpartnern, das heißt den Kammern (Wirtschaftskammer, Arbeiterkammer, je nach Interessenlage auch Apothekerkammer, Österreichische Ärztekammer, Rechtsanwaltskammer und andere Standesvertretungen), der Präsidentenkonferenz der Landwirtschaftskammern Österreichs sowie dem Österreichischen Gewerkschaftsbund regelmäßig Gelegenheit zur Stellungnahme vor den parlamentarischen Beratungen gegeben. Dies entspricht langjähriger Übung und entsprechenden Entschließungen des Nationalrates, die jedoch nicht verbindlich sind. Näher ist das Begutachtungsverfahren in Rundschreiben des Verfassungsdienstes des Bundeskanzleramtes geregelt.
Änderungsvorschläge und Kritik, die im Begutachtungsverfahren geäußert werden, werden je nach den Intentionen des betreffenden Bundesministers berücksichtigt (oder auch nicht) und in der Regel wie der Gesetzentwurf auf der Website des Parlaments veröffentlicht. Dadurch erhalten auch einfache Bürger, NGOs und Unternehmen die Möglichkeit ihre Kritik am begutachteten Vorschlag zu formulieren und kundzutun. Eine Verpflichtung, die Stellungnahmen im Gesetzgebungsverfahren zu berücksichtigen, besteht weder für die Bundesregierung noch das Parlament. Dennoch erhalten die Rechtsunterworfenen dadurch die Möglichkeit, sich an der Gesetzgebung zu beteiligen.
Wird das Gesetzgebungsverfahren durch Initiative des Parlaments selbst begonnen (zumeist durch einen Initiativantrag), findet in der Regel kein Begutachtungsverfahren statt. Jedoch kann der zuständige Ausschuss eine Ausschussbegutachtung veranlassen. Diese läuft nach demselben Schema der vorparlamentarischen Begutachtung ab. Will die Bundesregierung Stellungnahmen von Interessenvertretungen usw. im Vorfeld vermeiden, veranlasst sie Abgeordnete der Regierungsfraktionen, einen Initiativantrag zu einer im Fachministerium vorbereiteten Regelung zu stellen. Mit solchen Anträgen wird gelegentlich auch eine begutachtete Regierungsvorlage noch kurz vor der Beschlussfassung nicht unwesentlich abgeändert, z. B. durch die simple Änderung von im Gesetzentwurf genannten Terminen oder Geldbeträgen.

### Lesungen im Nationalrat

#### Erste Lesung
In der ersten Lesung wird über den allgemeinen Inhalt des Gesetzesantrages und über seine Zuweisung an einen Ausschuss zur weiteren Behandlung beraten. Sie findet nur statt:
- bei Änderungen der Geschäftsordnung des Nationalrates (§ 108 GOG-NR)
- wenn es in einem Initiativantrag verlangt wird (§ 69 Abs. 4 GOG-NR)
- bei allen anderen Gesetzesinitiativen auf Beschluss des Nationalrats (§ 69 Abs. 3 GOG-NR)

Der Ausschuss kann zur Erstellung von Änderungsvorschlägen Experten und andere Auskunftspersonen beiziehen.

#### Zweite Lesung
Dem Plenum des Nationalrats, das in der zweiten Lesung den Entwurf des Ausschusses berät, werden daraufhin die Ergebnisse der Beratungen berichtet.
Es folgt die Generaldebatte, in der über die generelle Zielsetzung des Entwurfs und seine politischen Implikationen diskutiert wird. In einer Spezialdebatte, in der auf die einzelnen Abschnitte oder Paragrafen der Vorlage im Detail eingegangen werden kann, werden dann zumeist nur noch geringe Änderungen besprochen. Während der zweiten Lesung können Abänderungs-, Zusatz- und Entschließungsanträge zur Vorlage eingebracht werden.

#### Dritte Lesung
Die dritte Lesung ist die abschließende Plenardebatte, in welcher die Behebung allfälliger Widersprüche, Schreib- und Druckfehler erfolgt (§ 74 Abs 2 GOG-NR). Danach wird über den Gesetzesentwurf im Ganzen abgestimmt (§ 74 Abs. 1 GOG-NR).

##### Abstimmungsverfahren
Wie viele der 183 Abgeordneten jeweils mindestens anwesend sein müssen und wie viele davon einem Entwurf mindestens zustimmen müssen, damit ein gültiger Beschluss zustande kommt, ist in der Verfassung festgelegt und unterscheidet sich nach der behandelten Materie:
|                                            | einfaches Bundesgesetz  | Beharrungsbeschluss     | Verfassungsgesetz       |
| ------------------------------------------ | ----------------------- | ----------------------- | ----------------------- |
| Anwesenheit: (Präsenzquorum)               | zumindest 1/3 (61 Abg.) | zumindest 1/2 (92 Abg.) | zumindest 1/2 (92 Abg.) |
| Zustimmung der Anwesenden: (Konsensquorum) | mehr als 1/2 (31 Abg.)  | mehr als 1/2 (47 Abg.)  | zumindest 2/3 (61 Abg.) |

Beschließt dies das Plenum des Nationalrates, kommt es zu namentlichen Abstimmungen, bei denen das Abstimmungsverhalten jedes einzelnen Abgeordneten im Protokoll festgehalten wird, oder zu geheimen Abstimmungen mittels Stimmzettel, die von den Abgeordneten nach Aufruf durch den Präsidenten in eine Urne einzuwerfen sind. Im Allgemeinen legen die Regierungsfraktionen aber auf den so genannten Fraktionszwang Wert, d. h. auf überprüfbares, einheitliches Stimmverhalten aller Abgeordneten der betreffenden Partei(en) und somit auf offene Abstimmungen, bei denen durch Aufstehen oder Handheben Zustimmung bekundet und die Mehrheit vom Präsidenten (bzw. zuvor vom Ausschussvorsitzenden) sofort festgestellt wird.
Wird der Gesetzentwurf angenommen, liegt ein Gesetzesbeschluss des Nationalrats vor, den der Nationalratspräsident unverzüglich dem Bundesrat zu übermitteln hat (Art. 42 Abs 1 B-VG). Keine Befassung des Bundesrates erfolgt bei einigen abschließend aufgezählten Gesetzgebungsverfahren. Dies betrifft etwa die Geschäftsordnung des Nationalrates, die Auflösung des Nationalrates, Bundesfinanzgesetze oder die Genehmigung eines Bundesrechnungsabschlusses (Art 42 Abs. 5 B-VG).

### Behandlung im Bundesrat
Der Bundesrat, der aus von den neun Landtagen entsandten Mitgliedern besteht, hat nun folgende Möglichkeiten:
- Er kann entweder binnen acht Wochen einen begründeten Einspruch erheben (er ist vom Bundesratsvorsitzenden dem Nationalrat und dem Bundeskanzler innerhalb der Frist schriftlich mitzuteilen).
- Er kann dem Nationalratsbeschluss ausdrücklich zustimmen.
- Er kann die Frist reaktionslos verstreichen lassen.

#### Suspensives Veto
Erhebt der Bundesrat einen begründeten Einspruch, kann der Nationalrat seinen ursprünglichen Beschluss mit einem Beharrungsbeschluss wiederholen (Art. 42 Abs. 4 B-VG). Der Bundeskanzler hat nun, soweit die Verfassung nicht zu einer Volksabstimmung oder der Zustimmung der Länder (siehe unten) verpflichtet, das Bundesgesetz dem Bundespräsidenten zur Beurkundung vorzulegen (siehe unten). Der Bundesrat kann somit das Inkrafttreten eines Bundesgesetzes nur zeitlich verzögern (aufschiebendes Veto).

#### Absolutes Veto
In bestimmten Fällen kann der Bundesrat das Inkrafttreten des Bundesgesetzes verhindern, da hier seine Zustimmung erforderlich ist (absolutes Veto):
- wenn ein Bundesgesetz für die Erlassung eines Ausführungsgesetzes eine Frist, die kürzer als sechs Monate oder länger als ein Jahr beträgt, bestimmt (Art. 15 Abs. 6 B-VG).
- Wenn Verfassungsgesetze oder in einfachen Gesetzen enthaltene Verfassungsbestimmungen die Zuständigkeit der Länder in Gesetzgebung oder Vollziehung einschränken, bedarf es der in Anwesenheit von mindestens der Hälfte der Mitglieder und einer Mehrheit von zwei Dritteln zu erteilenden Zustimmung des Bundesrates (Art. 44 Abs. 2 B-VG).
- Bei Änderungen von Artikel 34 B-VG (er betrifft die Zahl der Mandate der einzelnen Bundesländer im Bundesrat) und Artikel 35 B-VG (betreffend das Wahlverfahren der Bundesratsmitglieder und ihre Mandatsdauer) ist nicht nur die Stimmenmehrheit im Bundesrat erforderlich, sondern zusätzlich, dass die Mehrheit der Vertreter von wenigstens vier Ländern die Änderung angenommen hat (Art. 35 Abs. 4 B-VG).
- Auch bei Staatsverträgen (Art. 50 B-VG) muss der Bundesrat meist zustimmen, damit sie zustande kommen.

### Zustimmung der Länder
In bestimmten Fällen müssen die Länder direkt, also nicht durch den Bundesrat, dem Bundesgesetz zustimmen:
- bei Bundesgesetzen, die Angelegenheiten des öffentlichen Auftragswesens regeln und wenn diese Bundesgesetze Angelegenheiten regeln, die in Vollziehung Landessache sind (Art 14b Abs. 4 B-VG)
- bei Bundesgesetzen, die Bundesbehörden mit der Vollziehung von Angelegenheiten betrauen, die nicht unter Art 102 Abs. 2 B-VG fallen (Art 102 Abs. 1 B-VG)
- bei Bundesgesetzen, die eigene Bundesbehörden für andere als die in (Art 102 Abs. 2 B-VG) bezeichneten Angelegenheiten errichten (Art 102 Abs. 4 B-VG)
- bei Bundesgesetzen, die den Verwaltungsgerichten die Zuständigkeit zur Entscheidung über Beschwerden wegen Rechtswidrigkeit eines schlichten Verhaltens einer Verwaltungsbehörde in Vollziehung der Gesetze übertragen, soweit es sich um Angelegenheiten der nicht unmittelbaren Bundesverwaltung oder der Landesverwaltung handelt (Art. 130 Abs. 2 B-VG)
- bei Bundesgesetzen, die Zuständigkeiten der Verwaltungsgerichte des Bundes auf die Verwaltungsgerichte der Länder oder Zuständigkeiten der Verwaltungsgerichte der Länder auf die Verwaltungsgerichte des Bundes übertragen (Art. 131 Abs. 2 B-VG)
- bei Bundesgesetzen, die vorsehen, dass die Verwaltungsgerichte der Länder durch Senate oder unter Beteiligung von fachkundigen Laienrichtern zu entscheiden haben (Art. 135 Abs. 1 B-VG)

Jeder Landeshauptmann hat vom Erhalt des Gesetzesbeschlusses an acht Wochen Zeit, dem Bundeskanzler mitzuteilen, dass die Zustimmung des Landes verweigert wird. Verstreicht diese Frist, gilt die Zustimmung als erteilt; sie kann vor Ablauf der Frist auch ausdrücklich erteilt werden.

### Volksabstimmung
Der Gesetzesbeschluss ist nach Behandlung im Bundesrat, jedoch vor der Beurkundung durch den Bundespräsidenten einer Volksabstimmung zu unterziehen (Art 43 B-VG):
- im Falle einer Gesamtänderung der Bundesverfassung,
- im Falle einer Teiländerung der Bundesverfassung, wenn ein Drittel der Mitglieder des National- oder Bundesrates dies verlangt,
- im Falle eines einfachen Bundesgesetzes, wenn es der Nationalrat beschließt oder die Mehrheit der Mitglieder des Nationalrates dies verlangt.

Die Volksabstimmung wird vom Bundespräsidenten auf Vorschlag der Bundesregierung (Art 67 Abs. 1 B-VG) angeordnet (Art 46 Abs. 1 B-VG.)

### Unterschrift des Bundespräsidenten
Wurde der eben genannte Weg der Gesetzgebung beschritten, so ist der Bundespräsident nach in Österreich herrschender Rechtsmeinung verpflichtet, durch seine Unterschrift das verfassungsmäßige Zustandekommen des Gesetzes zu bestätigen (Art. 47 B-VG). Er darf diese nur  verweigern, wenn der Gesetzgebungsweg nicht eingehalten wurde (formell verfassungswidrig) oder offensichtlich grobe inhaltliche Verfassungswidrigkeit besteht (materiell verfassungswidrig).
Inwiefern eine Verweigerung der Unterschrift wegen des Verdachts auf materielle Verfassungswidrigkeit zulässig ist, war lange Zeit umstritten. Die neuere Lehre nimmt jedoch ein eingeschränktes materielles Prüfungsrecht der Bundespräsidenten an. Unbegründete oder aus politischen, nicht rechtlichen Bedenken entstandene Verweigerung der Unterschrift könnte jedoch zu einer Anklage des Bundespräsidenten vor dem  Verfassungsgerichtshof (Art. 142 Abs. 2 lit. a B-VG) führen. (Bis dato wurde diese Verfassungsregel noch nie angewandt.)
Die Beurkundung des Gesetzes durch den Bundespräsidenten ist gemäß Art. 47 Abs. 3 B-VG vom Bundeskanzler gegenzuzeichnen (Kontrasignatur).

### Inkrafttreten des Gesetzes
Nun hat der Bundeskanzler das beurkundete Bundesgesetz im Bundesgesetzblatt für die Republik Österreich kundzumachen. Eine Frist ist dafür im Bundes-Verfassungsgesetz nicht festgelegt. Sollte der Bundeskanzler hier säumig werden, könnte ihn der Bundespräsident allerdings jederzeit entlassen.
Ein Gesetz tritt nach Art. 49 B-VG, falls im Gesetz kein anderer Zeitpunkt bestimmt wurde, mit Ablauf des Tages seiner Kundmachung im Bundesgesetzblatt in Kraft. Zwischen Kundmachung und Inkrafttreten muss, je nach der Komplexität der gesetzlichen Regelung, ein hinreichend langer Zeitraum liegen (Legisvakanz).
Im Gesetz kann auch rückwirkendes Inkrafttreten vorgeschrieben werden. Dies ist verfassungsrechtlich unter Umständen nicht unbedenklich und geschieht nur in Ausnahmefällen. Insbesondere ist es nicht zulässig, Strafbestimmungen festzulegen oder zu verschärfen, die sich auf Handlungen oder Unterlassungen vor dem Inkrafttreten des Gesetzes beziehen. Hier wirkt der alte Grundsatz Nulla poena sine lege, d. h. die Strafbarkeit einer Handlung muss bereits gegeben gewesen sein, als diese Handlung gesetzt wurde.
Bundesgesetze gelten für das gesamte Bundesgebiet, sofern nichts anderes bestimmt wurde. Nach der ordnungsgemäßen Kundmachung eines Gesetzes kann sich, wie seit dem Allgemeinen Bürgerlichen Gesetz-Buch (ABGB) 1812 die Regel, niemand damit entschuldigen, daß ihm dasselbe nicht bekannt geworden sey (§ 2 ABGB). Dies gilt aber, vor allem auch im Strafrecht (§ 9 StGB), nicht uneingeschränkt.

## Landesgesetzgebung
Gemäß Art. 95 Abs 1 B-VG wird die Gesetzgebung der Länder durch die Landtage ausgeübt. Ein Einkammersystem ist damit zwingend vorgeschrieben. Direktdemokratische Elemente sind jedoch zulässig und wurden von den meisten Ländern auch eingeführt. Die weitere Ausgestaltung des Gesetzgebungsprozesses ist den Landesverfassungen beziehungsweise den Landtagsgeschäftsordnungen überlassen. Grundsätzlich sind in allen Ländern – wie auf Bundesebene – sowohl Regierungsvorlagen, als auch Gesetzesinitiativen von Abgeordneten möglich. Es überwiegen aber auch auf Landesebene Gesetzesanträge von Regierungsseite.
Korrelierend zur Einspruchsmöglichkeit des Bundesrates im Gesetzgebungsverfahren des Bundes bestand ein Einspruchsrecht der Bundesregierung gegenüber Landesgesetzen; dieses wurde Im Rahmen der Verwaltungsgerichtsbarkeits-Novelle 2012 mit Wirkung vom 30. Juni 2012 aufgehoben. Die Landtage konnten solche Einsprüche jedoch meist mit Beharrungsbeschlüssen überwinden. Eine Ausnahme bildeten Abgabengesetze, bei denen das Einspruchsrecht nicht abgeschafft wurde und bei denen der Einspruch der Bundesregierung von einem gemeinsamen Ausschuss von Nationalrat und Bundesrat gegen die Beharrung des Landtages bestätigt werden kann (§ 9 Finanz-Verfassungsgesetz).
Landesgesetze sind nach Art. 97 Abs 1 B-VG vom jeweiligen Landeshauptmann im Landesgesetzblatt kundzumachen. Da in Österreich Bundesrecht Landesrecht nicht bricht, entscheidet über die Gültigkeit von Landesgesetzen allein der Verfassungsgerichtshof im Zuge der Normenkontrolle.